# الخط الزمني للأحداث المتعلقة بداعش (2018)
تُلخص هذه المقالة قائمة الأحداث المتعلقة بتنظيم الدولة الإسلامية (داعش) عام 2018:

## الجدول الزمني

### كانون الثاني/يناير
- 15 كانون الثاني/يناير: تبنى التنظيم المُتطرف هجمتين انتحاريتين في وسط العاصمة بغداد مما أسفر عن مقتل 38 شخصًا وإصابة أكثر من 105 آخرين.[1]

### شباط/فبراير
- لا أحداث ملحوظة

### آذار/ مارس
- لا أحداث ملحوظة

### نيسان/أبريل
- 12 نيسان/أبريل: قصف التنظيم المتشدد جنازة لعشيرة سنيّة في شمال العراق مما تسبب في مقتل 25 شخصا وإصابة 18 آخرين بجروح مُتفاوتة الخطورة.[2][3][4]

### حزيران/يونيو
- لا أحداث ملحوظة

### تموز/يوليو
- 25 تموز/يوليو: تبنى تنظيم الدولة الإسلامية (داعش) سلسلة من التفجيرات الانتحارية التي حصلت في جميع أنحاء السويداء في سوريا والتي تسبب في مقتل ما لا يقل عن 246 شخصًا وجرح أكثر من 200.[5][6]

### آب/أغسطس
- لا أحداث ملحوظة

### أيلول/سبتمبر
- لا أحداث ملحوظة